# Oecomys mamorae
Oecomys mamorae é uma espécie de roedor da família Cricetidae. Pode ser encontrada no Brasil, Bolívia e Paraguai.